# Royal League
Royal League byla mezinárodní soutěž nejlepších fotbalových klubů z Dánska, Švédska a Norska. Založena byla v roce 2004. Do Royal League se kvalifikovaly první, druhý, třetí a čtvrtý tým dánské ligy (SAS Ligaen), norské ligy (Tippeligaen) a švédské ligy (Allsvenskan). Liga měla jen tři ročníky, vítězem byl vždy dánský tým.

## Přehled finálových zápasů
Zdroj:
| Sezona  | Vítěz        | Výsledek         | Finalista     | Stadion                          | Diváci | Datum           |
| ------- | ------------ | ---------------- | ------------- | -------------------------------- | ------ | --------------- |
| 2004/05 | FC København | 1:1 (11:10 pen.) | IFK Göteborg  | Ullevi, Göteborg, Švédsko        | 10 216 | 26. květen 2005 |
| 2005/06 | FC København | 1:0              | Lillestrøm SK | Parken, Kodaň, Dánsko            | 13 617 | 6. duben 2006   |
| 2006/07 | Brøndby IF   | 1:0              | FC København  | Brøndby Stadion, Brøndby, Dánsko | 17 914 | 15. březen 2007 |